# 陽陽
《陽陽》，是一部2009年發行的台灣電影，为鄭有傑第四部導演作品、第二部長片，也是李安和李崗《推手計劃》的首部電影，內容講述一名台法混血兒陽陽的成長故事。

## 故事大綱
陽陽是一個台法混血兒，卻從未見過法籍生父，並且一句法文也不會講。因為母親改嫁田徑教練，必須適應新的家人和生活，但新家庭卻沒能填補她的家庭缺憾。而田徑教練的女兒小如，原本與陽陽同為田徑隊同學，也因此變成了姊妹關係。因為陽陽和小如男友有了曖昧關係，被小如逼迫離開了家，投靠經紀人學長，成了其麾下的藝人。陽陽混血兒外表反而成了賣點，但也必須時時扮演自小排斥的「法國人」角色…

## 主要演員
- 張榕容  飾演張欣陽
- 張睿家  飾演黃紹恩，田徑隊學長
- 黃健瑋  飾演吳鳴人，經紀人學長
- 何思慧  飾演陳靖如
- 朱陸豪  飾演陳教練／小如父親，陽陽和小如的教練兼父親
- 于台煙  飾演張媽媽，陽陽的母親

## 參展與得獎紀錄
2009年
- 德國第59屆柏林影展「電影大觀」（Panorama）單元
- 33th香港國際電影節「台灣新生代」單元，推薦為十大必看佳片
- 台北電影節開幕片
- 獲第11屆台北電影節劇情長片類 評審團特別獎、最佳女演員（張榕容）、最佳音樂（林強）及國際青年導演競賽觀眾票選獎第一名
- 瑞士盧卡諾影展
- 加拿大溫哥華影展
- 比利時根特影展
- 東京影展亞洲之風單元
- 釜山影展
- 聖地牙哥亞洲電影節（San Diego Asian Film Festival）
- 夏威夷影展
- 義大利都靈影展
- 多倫多亞洲國際電影節（Toronto Reel Asian International Film Festival）[2]
- 倫敦第二屆泛亞電影節（Pan-Asia Film Festival）閉幕片
- 第46屆金馬獎入圍最佳女主角、最佳男配角（黃健瑋）、最佳新演員（何思慧）、最佳原創電影音樂、最佳音效（杜篤之）、年度台灣傑出電影六項；獲國際影評人費比西獎
- 獲亞太影展最佳女演員（張榕容）

## 相關評論
- 沒有終點的起點 --《陽陽》
- 形式非凡，內涵深邃，豐富複雜，雙重自我：鄭有傑的《陽陽》
- 小魔女的性靈《陽陽》[永久]
- 《陽陽》：當攝影美學凌駕所有一切 （页面存档备份，存于）
- 有心栽花與無心插柳─評《陽陽》 （页面存档备份，存于）

## 外部連結
- 開眼電影網上《陽陽》的資料（繁體中文）
- Yahoo奇摩電影上《陽陽》的資料（繁體中文）
- MSN娛樂上《陽陽》的資料（繁體中文）

- 爛番茄上《陽陽》的資料（英文）
- 互联网电影数据库（IMDb）上《陽陽》的资料（英文）
- 豆瓣电影上《陽陽》的資料 （简体中文）
- 时光网上《陽陽》的資料（简体中文）
- 香港影庫上《陽陽》的資料（繁體中文）